# It's a Voiceful World〜ラジオショーへようこそ!〜
「It's a Voiceful World〜ラジオショーへようこそ!〜」は2010年10月10日から2014年10月5日まで超!A&G+で放送されていた番組である。
ここでは、前身特番「日高さんと井上さん夏の大感謝祭」（ひだかさんといのうえさんなつのだいかんしゃさい）についても述べる。

## 番組概要
後述の特別番組「日高さんと井上さん夏の大感謝祭」の好評を受けて、開始された番組。日高、井上のトークをメインにリスナーからのネタを紹介しながら、サクラ大戦の最新情報を伝える。
2014年10月5日をもって終了。以降、公開録音イベントを不定期で開催し、イベントの模様を超!A&G+スペシャルで放送している。
放送時間
- 2010年10月10日 - 2014年10月5日

日曜日 20:30 - 21:00
パーソナリティ
- 日髙のり子
- 井上喜久子

### 前身番組「日高さんと井上さん夏の大感謝祭」
「日高さんと井上さん夏の大感謝祭」とは超!A&G+にて2010年7月3日から8月7日にかけての6週間限定企画として放送されていた、イベント「真夏のA&G同窓会」（2010年8月8日、渋谷C.C.Lemonホール）のプロモーション特別番組。「真夏のA&G同窓会」出演者をゲスト（一部電話出演）に迎え、「真夏のA&G同窓会」の最新情報を伝えた。また、生放送当日はメールやTwitterでメッセージを募集していた。
番組立ち上げ当初は7月3日生放送の第1回のみ生放送で、7月17日と31日は事前収録放送を予定していたが、結局この両日も生放送を行った。
放送時間
- 7月3日・17日・31日

土曜日 20:00-21:00（翌週リピート）

## ゲスト
- 2010年11月14日放送分 - 小桜エツ子
- 2010年11月28日放送分 - 小林沙苗
- 2011年2月20日放送分 - 田中公平
- 2011年3月6日放送分 - 鷹森淑乃
- 2011年4月24日放送分 - 横山智佐
- 2011年5月1日放送分 - 斎藤彩夏
- 2011年6月19日放送分 - あかほりさとる
- 2011年8月14日放送分 - 岡本麻弥
- 2011年9月18日放送分 - かないみか
- 2011年9月25日放送分 - 高木渉
- 2011年10月30日放送分 - 小桜エツコ
- 2012年5月27日放送分 - 斎藤彩夏
- 2012年6月17日放送分 - 斎藤彩夏
- 2012年6月24日放送分 - 松谷彼哉
- 2012年7月1日放送分 - 横山智佐
- 2012年9月30日放送分 - 小桜エツコ
- 2012年12月2日放送分 - 田中公平
- 2013年2月3日放送分 - 内田直哉
- 2013年5月12日放送分 - 斎藤彩夏
- 2013年5月19日放送分 - 小桜エツコ
- 2013年7月7日放送分 - 菅沼久義
- 2013年8月4日放送分 - 高橋広樹
- 2013年9月1日放送分 - 石井一孝
- 2013年12月8日放送分 - 内田直哉
- 2014年1月5日放送分 - 野中藍
- 2014年1月12日放送分 - 高橋広樹

「日高さんと井上さん夏の大感謝祭」でのゲスト
- 第1回（2010年7月3日初回）：鷲崎健（直後に日高、井上が出演した「アニスパ!」からスタジオ見学を兼ねて数分間飛び入りで登場）、久川綾（電話出演）
- 第2回（2010年7月17日初回）：中山雅弘、いとうあさこ（コメント出演）、小森まなみ（電話出演）
- 第3回（2010年7月31日初回）：久川綾、丹下桜（電話出演）

## エピソード
- 番組内での「サクラ大戦　巴里花組＆紐育星組ライブ2010」や前身番組での「真夏のA&G同窓会」の宣伝CMは、大河ドラマ『龍馬伝』での坂本龍馬と山岡鉄舟のやり取りをベースとして、番組内や「真夏のA&G同窓会」での出来事を盛り込んだものになっている。また、日高、井上がQRソングのサビを歌うジングルも、使用されている。
- 2011年3月14日の東日本大震災以降、被災地復興支援の思いも込めて、巴里歌劇団の曲「愛の御旗のもとに」にちなんだ「It's a Voiceful World〜愛の御旗のもとに がんばれ東北!がんばろう日本!〜」のジングルが採用している。

## イベント
- サクラ大戦トークライブ2010『It's a Voiceful World 〜サクラジヲへようこそ!〜』（2010年12月12日、青山劇場）

「サクラ大戦 巴里花組＆紐育星組ライブ2010」千秋楽直前に開催される、サクラ大戦.com「狼虎滅却・サクラジヲ 〜こちら甲板通信局〜 改」との合同トークライブイベント。イベントの模様は、第11回、第12回で放送。また、サクラジヲ側の企画は、「狼虎滅却・サクラジヲ 〜こちら甲板通信局〜 改」サイト内で公開している。